# Podpolje
Podpolje (nemško Poppichl) je naselje v Občini Gospa Sveta v Okraju Celovec-dežela na Koroškem v Avstriji.